# Gaswolke

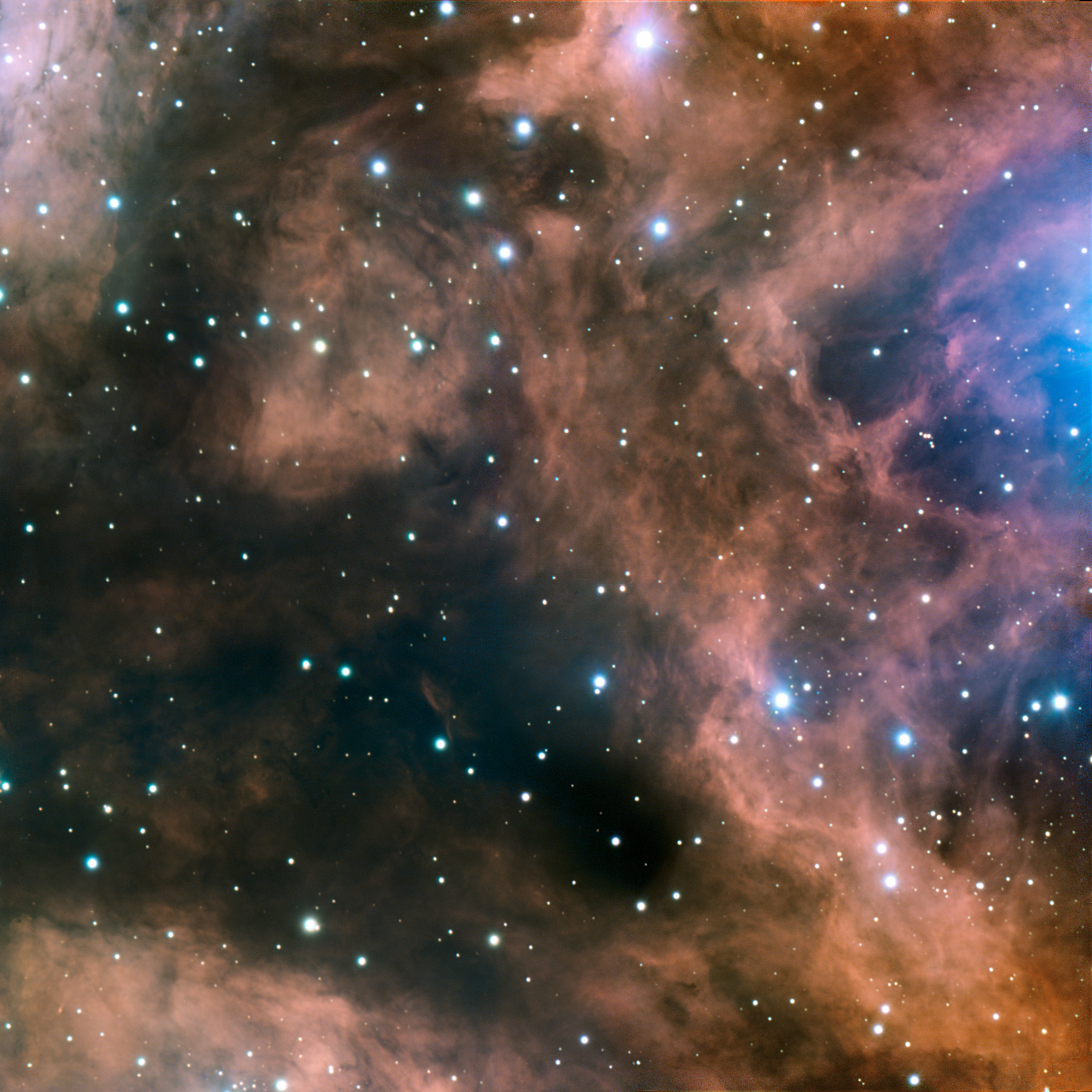

Als Gaswolken werden in der Astronomie ausgedehnte, mit leichten Gasen und meist etwas Staub erfüllte Gebiete bezeichnet. Im sichtbaren Licht sind sie oft durch eingebundene oder davor liegende Dunkelwolken abgegrenzt. Wenn in ihnen bei Komprimierungsvorgängen neue Sterne entstehen, werden sie auch Sternentstehungsgebiete genannt.
Bei der Sternbildung in großen Gaswolken entsteht meist ein Offener Sternhaufen. Die gesamten Sternmassen machen aber nur etwa 10 % der Wolkenmasse aus. Danach bewirkt der Strahlungsdruck dieser neuen Sterne, dass der Rest des Gases zerstreut wird.

## Trivia
Für irdische Phänomene ist „Gaswolke“ die Bezeichnung für Wolken, deren Bestandteile sich grundsätzlich vom Normalfall unterscheiden, z. B. wenn ein Kratersee eine bestimmte Menge Kohlenstoffdioxid nicht mehr halten kann und den Stoff als Wolke ausgast.